# Giải quần vợt Úc Mở rộng 2021
Giải quần vợt Úc Mở rộng 2021 là một giải quần vợt Grand Slam được diễn ra tại Melbourne Park, từ ngày 8–21 tháng 2 năm 2021.
Đây là lần thứ 109 Giải quần vợt Úc Mở rộng được tổ chức, lần thứ 53 trong Kỷ nguyên Mở, và là giải Grand Slam đầu tiên trong năm. Ban đầu giải đấu được dự kiến diễn ra từ ngày 18–31 tháng 1 năm 2021, nhưng đã bị hoãn lại 3 tuần đến tháng 2 do đại dịch COVID-19. Giải đấu là một phần của ATP Tour 2021 và WTA Tour 2021.
Giải đấu bao gồm các nội dung đơn, đôi và đôi nam nữ dành cho các vận động viên chuyên nghiệp. Các vận động viên xe lăn sẽ tham dự ở nội dung đơn và đôi. Giống như những năm trước, nhà tài trợ chính của giải đấu là Kia.
Novak Djokovic là đương kim vô địch nội dung đơn nam và bảo vệ thành công danh hiệu, đánh bại Daniil Medvedev trong trận chung kết. Đây là danh hiệu Grand Slam thứ 18 trong sự nghiệp của Djokovic. Sofia Kenin là đương kim vô địch nội dung đơn nữ, nhưng thua trước Kaia Kanepi ở vòng 2. Trong trận chung kết, Naomi Osaka đánh bại Jennifer Brady (tay vợt thi đấu trận chung kết Grand Slam đầu tiên) trong trận chung kết.

## Giải đấu

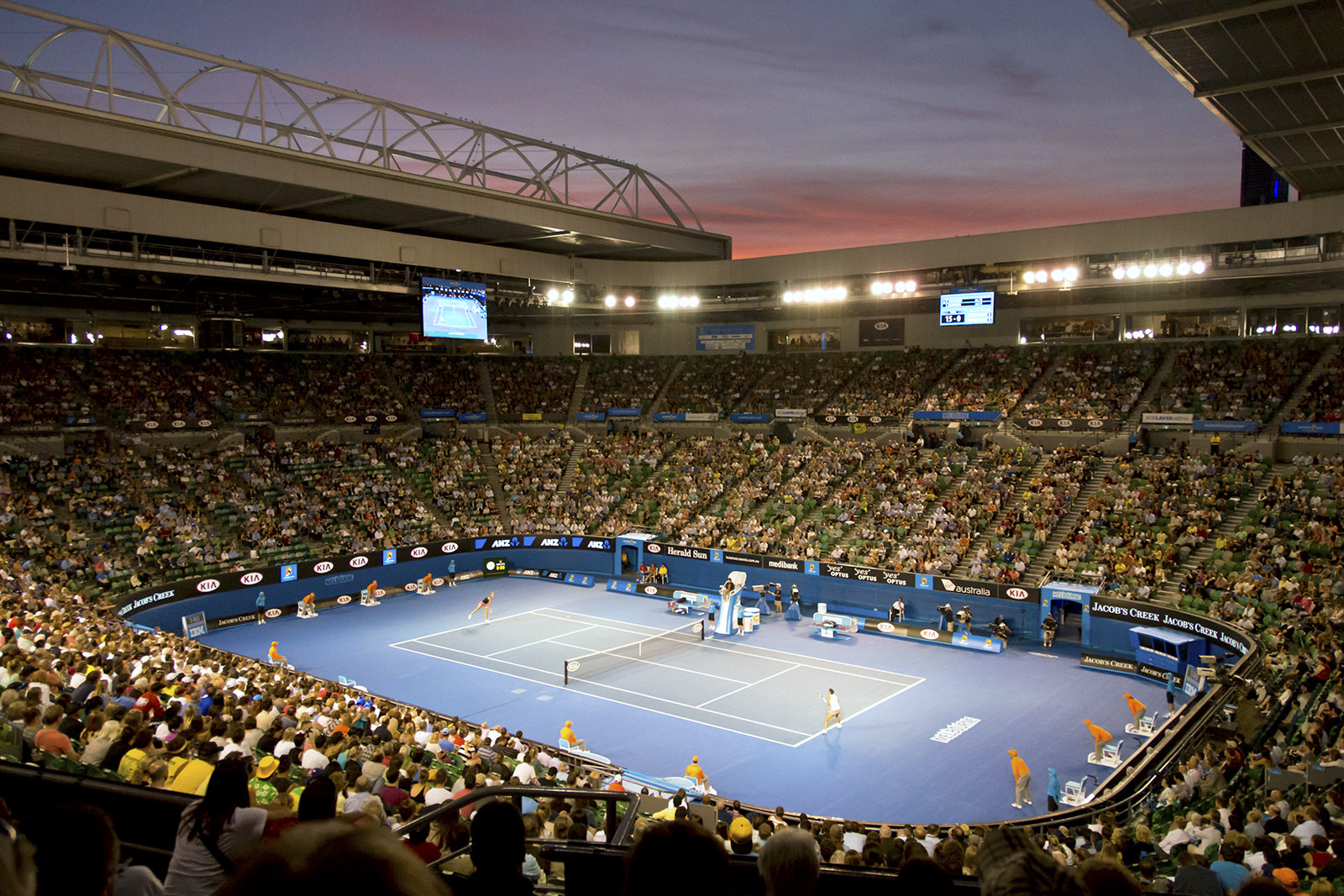
Rod Laver Arena là nơi diễn ra trận chung kết Úc Mở rộng

Giải quần vợt Úc Mở rộng 2021 là lần thứ 109 giải Úc Mở rộng tổ chức, diễn ra tại Melbourne Park ở Melbourne, Victoria, Úc.
Giải đấu được điều hành bởi Liên đoàn quần vợt quốc tế (ITF) và là một phần của lịch thi đấu ATP Tour 2021 và WTA Tour 2021 dưới thể loại Grand Slam. Giải đấu bao gồm các nội dung đơn và đôi của nam và nữ cũng như nội dung đôi nam nữ. Giải đấu cũng có các nội dung đơn và đôi cho các vận động viên nam trẻ và nữ trẻ (dưới 18 tuổi), là một phần ở thể loại Hạng A của giải đấu. Ngoài ra cũng có các nội dung đơn, đôi và quad cho các vận động viên nam và nữ quần vợt xe lăn trong NEC tour dưới thể loại Grand Slam.
Giải đấu được thi đấu trên mặt sân cứng và được diễn ra trên 25 sân, trong đó có 4 sân chính Rod Laver Arena, John Cain Arena (tên cũ là Melbourne Arena), Margaret Court Arena và 1573 Arena.
Đây là giải Grand Slam không sử dụng trọng tài dây. Thay vào đó, tất cả các âm thanh đều được thực hiện điện tử bằng phiên bản mở rộng của hệ thống mắt diều hâu, được gọi là là "Hawk-Eye Live". Điều này cũng có nghĩa các tay vợt không thể thực hiện quyền khiếu nại trong trận đấu.

### Ảnh hưởng của đại dịch COVID-19
Vào ngày 17 tháng 12 năm 2020, Tennis Australia thông báo Giải quần vợt Úc Mở rộng sẽ bị hoãn lại 3 tuần từ ngày 18 tháng 1 năm 2021 đến ngày 8 tháng 2, ảnh hưởng các tay vợt đến từ châu Âu và châu Mỹ với việc chọn chuyến bay đến Melbourne. Chính quyền bang Victoria quy định cách ly 14 ngày bắt buộc đối với các tay vợt để phòng ngừa COVID-19 trước khi giải đấu bắt đầu vào ngày 31 tháng 1 và các giải nhỏ diễn ra trước giải đấu.
Đây là lần đầu tiên trong lịch sử Grand Slam, các trận đấu vòng loại diễn ra bên ngoài quốc gia do các hạn chế đi lại của Úc. Các trận đấu vòng loại nam diễn ra ở Doha, Qatar và các trận vòng loại nữ diễn ra ơ Dubai, Các Tiểu vương quốc Ả Rập Thống nhất, từ ngày 10–13 tháng 1. Các trận đấu vòng loại kết thúc vào ngày 8 tháng 2 và những tay vợt vượt qua vòng loại được cách ly khi đến Úc.
Vào ngày 30 tháng 1 năm 2021, Bộ trưởng Thể thao Victoria Martin Pakula thông báo số lượng khán giả sẽ giới hạn ở mức 30,000 người mỗi ngày trong giải đấu, tức là khoảng 50% sức chứa bình thường. Năm ngày cuối của giải đấu sẽ có 25,000 người mỗi ngày.
Vào ngày 4 tháng 2 năm 2021, tất cả các sự kiện trong ngày dẫn đến giải đấu, bao gồm cả ATP Cup và khởi động, đã phải tạm dừng sau khi một người đàn ông 26 tuổi làm việc tại khách sạn của các tay vợt bị cách ly dương tính với virus. Thủ hiến bang Victoria Daniel Andrews thông báo ngày 8 tháng 2 giải đấu vẫn tổ chức. Các sự kiện trong ngày diễn ra như dự kiện chuyển sang ngày 5 tháng 2, và cùng với lễ bốc thăm nội dung đơn nam và đơn nữ.
Vào ngày 12 tháng 2 năm 2021, Chính quyền bang Victoria thông báo giãn cách xã hội và lệnh ở nhà có hiệu lực từ 11:59 tối AEDT, do các biến chủng của SARS-CoV-2 liên tiếp được phát hiện, có liên quan đến một khách sạn cách ly khác ở Melbourne. Do đó, giải đấu sẽ diễn ra mà không có khán giả từ ngày 13 tháng 2. Trận đấu vòng 3 giữa Novak Djokovic và Taylor Fritz là trận đấu cuối cùng khán giả được vào sân; trận đấu bị tạm dừng lúc 11:30 tối AEDT để hộ tống khán giả ra khỏi sân, tuân thủ lệnh ở nhà.
Quy định cách ly được xem là ảnh hưởng đáng kể đến giải đấu, đặc biệt là ở nội dung đơn nữ. Tổng cộng, 26 tay vợt ở nội dung đơn nữ bị cách ly, trong đó có 12 tay vợt được xếp hạt giống. Chín tay vợt bị cách ly, trong đó có 4 hạt giống (một trong số đó là cựu vô địch Úc Mở rộng Angelique Kerber), thua ở vòng 1 trước các tay vợt không bị cách ly. Trong số 13 tay vợt bị cách ly vượt qua vòng 1, 5 (trong đó có 2 hạt giống) thua ở vòng 2, và chỉ có hạt giống số 22 Jennifer Brady vượt qua vòng 3. Trong khi ở nội dung đơn nam có nhiều tay vợt bị cách ly hơn (29 tất cả), tay vợt được xếp hạt giống duy nhất trong nhóm đó là #25 Benoît Paire. Sáu trận đấu ở vòng 1 là giữa các tay vợt trong nhóm này; trong số 17 tay vợt khác bị cách ly (trong đó có Paire), chỉ có Pablo Cuevas vượt qua vòng 1. 6 tay vợt vượt qua đều bị thua ở vòng 2.
Vào ngày 17 tháng 2 năm 2021, ban tổ chức thông báo khán giả được phép vào sân trở lại từ ngày 18 tháng 2. Mỗi trận được giới hạn 7,477 khán giả.

## Tóm tắt kết quả
Đơn nam
| Đơn nam                 | Đơn nam                  | Đơn nam                      | Đơn nam                    |
| Nhà vô địch             | Nhà vô địch              | Á quân                       | Á quân                     |
| ----------------------- | ------------------------ | ---------------------------- | -------------------------- |
| Novak Djokovic [1]      | Novak Djokovic [1]       | Daniil Medvedev [4]          | Daniil Medvedev [4]        |
| Thua bán kết            |                          |                              |                            |
| Aslan Karatsev (Q)      | Aslan Karatsev (Q)       | Stefanos Tsitsipas [5]       | Stefanos Tsitsipas [5]     |
| Thua tứ kết             |                          |                              |                            |
| Alexander Zverev [6]    | Grigor Dimitrov [18]     | Andrey Rublev [7]            | Rafael Nadal [2]           |
| Thua vòng 4             |                          |                              |                            |
| Milos Raonic [14]       | Dušan Lajović [23]       | Dominic Thiem [3]            | Félix Auger-Aliassime [20] |
| Casper Ruud [24]        | Mackenzie McDonald (PR)  | Matteo Berrettini [9]        | Fabio Fognini [16]         |
| Thua vòng 3             |                          |                              |                            |
| Taylor Fritz [27]       | Márton Fucsovics         | Pedro Martínez               | Adrian Mannarino [32]      |
| Nick Kyrgios            | Pablo Carreño Busta [15] | Denis Shapovalov [11]        | Diego Schwartzman [8]      |
| Feliciano López         | Radu Albot               | Lloyd Harris                 | Filip Krajinović [28]      |
| Mikael Ymer             | Karen Khachanov [19]     | Alex de Minaur [21]          | Cameron Norrie             |
| Thua vòng 2             |                          |                              |                            |
| Frances Tiafoe          | Reilly Opelka            | Stan Wawrinka [17]           | Corentin Moutet            |
| Emil Ruusuvuori         | Alexander Bublik         | Miomir Kecmanović            | Maxime Cressy (Q)          |
| Dominik Koepfer         | Ugo Humbert [29]         | Alex Bolt (WC)               | Jiří Veselý                |
| Bernard Tomic           | James Duckworth          | Egor Gerasimov               | Alexandre Müller (LL)      |
| Thiago Monteiro         | Lorenzo Sonego [31]      | Tommy Paul                   | Christopher O'Connell (WC) |
| Alexei Popyrin (WC)     | Borna Ćorić [22]         | Pablo Andújar                | Roberto Carballés Baena    |
| Thanasi Kokkinakis (WC) | Carlos Alcaraz (Q)       | Ričardas Berankis            | Tomáš Macháč (Q)           |
| Salvatore Caruso        | Pablo Cuevas             | Roman Safiullin (Q)          | Michael Mmoh (Q)           |
| Thua vòng 1             |                          |                              |                            |
| Jérémy Chardy           | Stefano Travaglia        | Lu Yen-hsun (PR)             | Albert Ramos Viñolas       |
| Pedro Sousa             | Marc Polmans (WC)        | John Millman                 | Federico Coria             |
| Gaël Monfils [10]       | Yoshihito Nishioka       | Aljaž Bedene                 | Sergiy Stakhovsky (Q)      |
| Dennis Novak            | Kamil Majchrzak          | Taro Daniel (LL)             | Marcos Giron               |
| Mikhail Kukushkin       | Hugo Dellien (LL)        | Frederico Ferreira Silva (Q) | Yasutaka Uchiyama          |
| Marin Čilić             | Norbert Gombos           | Kimmer Coppejans (Q)         | Kei Nishikori              |
| Jannik Sinner           | Yūichi Sugita            | Damir Džumhur (LL)           | Cedrik-Marcel Stebe (LL)   |
| Benoît Paire [25]       | Gianluca Mager           | Juan Ignacio Londero         | Elias Ymer (Q)             |
| Yannick Hanfmann        | Andrej Martin            | Li Tu (WC)                   | Sam Querrey                |
| Jordan Thompson         | Nikoloz Basilashvili     | Jan-Lennard Struff           | Roberto Bautista Agut [12] |
| David Goffin [13]       | Mikael Torpegaard (LL)   | Marco Cecchinato             | Guido Pella                |
| Robin Haase (LL)        | Quentin Halys (Q)        | Attila Balázs                | Vasek Pospisil             |
| Gilles Simon            | Kwon Soon-woo            | Botic van de Zandschulp (Q)  | Hubert Hurkacz [26]        |
| Aleksandar Vukic (WC)   | Sumit Nagal (WC)         | Mario Vilella Martínez (Q)   | Kevin Anderson             |
| Pierre-Hugues Herbert   | Henri Laaksonen (Q)      | Andreas Seppi                | Tennys Sandgren            |
| Dan Evans [30]          | Ilya Ivashka             | Viktor Troicki (Q)           | Laslo Đere                 |

Đơn nữ
| Đơn nữ                     | Đơn nữ                     | Đơn nữ                         | Đơn nữ                    |
| Nhà vô địch                | Nhà vô địch                | Á quân                         | Á quân                    |
| -------------------------- | -------------------------- | ------------------------------ | ------------------------- |
| Naomi Osaka [3]            | Naomi Osaka [3]            | Jennifer Brady [22]            | Jennifer Brady [22]       |
| Thua bán kết               |                            |                                |                           |
| Karolína Muchová [25]      | Karolína Muchová [25]      | Serena Williams [10]           | Serena Williams [10]      |
| Thua tứ kết                |                            |                                |                           |
| Ashleigh Barty [1]         | Jennifer Brady             | Hsieh Su-wei                   | Simona Halep [2]          |
| Thua vòng 4                |                            |                                |                           |
| Shelby Rogers              | Elise Mertens [18]         | Donna Vekić [28]               | Elina Svitolina [5]       |
| Markéta Vondroušová [19]   | Garbiñe Muguruza [14]      | Aryna Sabalenka [7]            | Iga Świątek [15]          |
| Thua vòng 3                |                            |                                |                           |
| Ekaterina Alexandrova [29] | Anett Kontaveit [21]       | Belinda Bencic [11]            | Karolína Plíšková [6]     |
| Kaia Kanepi                | Kaja Juvan (Q)             | Kristina Mladenovic            | Yulia Putintseva [26]     |
| Sara Errani (Q)            | Sorana Cîrstea             | Zarina Diyas                   | Ons Jabeur [27]           |
| Ann Li                     | Anastasia Potapova         | Fiona Ferro                    | Veronika Kudermetova [32] |
| Thua vòng 2                |                            |                                |                           |
| Daria Gavrilova (WC)       | Barbora Krejčíková         | Heather Watson                 | Olga Danilović (Q)        |
| Svetlana Kuznetsova        | Zhu Lin                    | Mona Barthel (PR)              | Danielle Collins          |
| Sofia Kenin [4]            | Nadia Podoroska            | Madison Brengle                | Mayar Sherif (Q)          |
| Samantha Stosur (WC)       | Nao Hibino                 | Alison Van Uytvanck            | Coco Gauff                |
| Bianca Andreescu [8]       | Venus Williams             | Rebecca Marino (Q)             | Petra Kvitová [9]         |
| Liudmila Samsonova (Q)     | Bernarda Pera              | Anna Karolína Schmiedlová (LL) | Caroline Garcia           |
| Daria Kasatkina            | Alizé Cornet               | Tímea Babos (Q)                | Nina Stojanović           |
| Camila Giorgi              | Elena Rybakina [17]        | Varvara Gracheva               | Ajla Tomljanović          |
| Thua vòng 1                |                            |                                |                           |
| Danka Kovinić              | Sara Sorribes Tormo        | Zheng Saisai                   | Martina Trevisan          |
| Aliaksandra Sasnovich      | Kristýna Plíšková          | Francesca Jones (Q)            | Petra Martić [16]         |
| Lauren Davis               | Barbora Strýcová           | Whitney Osuigwe (Q)            | Leylah Annie Fernandez    |
| Jeļena Ostapenko           | Elisabetta Cocciaretto (Q) | Ana Bogdan                     | Jasmine Paolini           |
| Maddison Inglis (WC)       | Anastasija Sevastova       | Christina McHale               | Wang Yafan                |
| Aliona Bolsova             | Arina Rodionova (WC)       | Chloé Paquet (Q)               | Johanna Konta [13]        |
| Victoria Azarenka [12]     | Destanee Aiava (WC)        | Astra Sharma (WC)              | Maria Sakkari [20]        |
| Sloane Stephens            | Clara Burel (Q)            | Jil Teichmann                  | Marie Bouzková            |
| Mihaela Buzărnescu (LL)    | Tsvetana Pironkova (Q)     | Kirsten Flipkens               | Wang Qiang [30]           |
| Rebecca Peterson           | Kimberly Birrell (WC)      | Patricia Maria Țig             | Greet Minnen (Q)          |
| Margarita Gasparyan (LL)   | Paula Badosa               | Tamara Zidanšek                | Angelique Kerber [23]     |
| Andrea Petkovic            | Mayo Hibi (Q)              | Polona Hercog                  | Anastasia Pavlyuchenkova  |
| Viktória Kužmová           | Katie Boulter (PR)         | Valeria Savinykh (Q)           | Zhang Shuai [31]          |
| Alison Riske [24]          | Ysaline Bonaventure (LL)   | Irina-Camelia Begu             | Laura Siegemund           |
| Arantxa Rus                | Yaroslava Shvedova (PR)    | Kateřina Siniaková             | Vera Zvonareva (PR)       |
| Marta Kostyuk              | Anna Blinkova              | Misaki Doi                     | Lizette Cabrera (WC)      |

## Tóm tắt từng ngày

### Ngày 1 (8 tháng 2)
- Hạt giống bị loại:
  - Đơn nam:  Gaël Monfils [10],  Benoît Paire [25]
  - Đơn nữ:  Angelique Kerber [23],  Alison Riske [24],  Wang Qiang [30]
- Lịch thi đấu

| Trận đấu trên Sân chính | Trận đấu trên Sân chính           | Trận đấu trên Sân chính           | Trận đấu trên Sân chính           |
| Trận đấu trên sân Rod Laver Arena                                                                                            | Trận đấu trên sân Rod Laver Arena | Trận đấu trên sân Rod Laver Arena | Trận đấu trên sân Rod Laver Arena |
| Sự kiện | Người thắng trận                  | Người thua cuộc                   | Tỷ số                             |
| --- | --------------------------------- | --------------------------------- | --------------------------------- |
| Vòng 1 đơn nữ | Naomi Osaka [3]                   | Anastasia Pavlyuchenkova          | 6–1, 6–2                          |
| Vòng 1 đơn nữ | Serena Williams [10]              | Laura Siegemund                   | 6–1, 6–1                          |
| Vòng 1 đơn nam | Dominic Thiem [3]                 | Mikhail Kukushkin                 | 7–6(7–2), 6–2, 6–3                |
| Vòng 1 đơn nữ | Simona Halep [2]                  | Lizette Cabrera [WC]              | 6–2, 6–1                          |
| Vòng 1 đơn nam | Novak Djokovic [1]                | Jérémy Chardy                     | 6–3, 6–1, 6–2                     |
| Trận đấu trên sân Margaret Court Arena                                                                                       |                                   |                                   |                                   |
| Sự kiện | Người thắng trận                  | Người thua cuộc                   | Tỷ số                             |
| Vòng 1 đơn nữ | Venus Williams                    | Kirsten Flipkens                  | 7–5, 6–2                          |
| Vòng 1 đơn nữ | Bernarda Pera                     | Angelique Kerber [23]             | 6–0, 6–4                          |
| Vòng 1 đơn nam | Alexander Zverev [6]              | Marcos Giron                      | 6–7(8–10), 7–6(7–5), 6–3, 6–2     |
| Vòng 1 đơn nữ | Petra Kvitová [9]                 | Greet Minnen [Q]                  | 6–3, 6–4                          |
| Vòng 1 đơn nam | Denis Shapovalov [11]             | Jannik Sinner                     | 3–6, 6–3, 6–2, 4–6, 6–4           |
| Trận đấu trên sân John Cain Arena                                                                                            |                                   |                                   |                                   |
| Sự kiện | Người thắng trận                  | Người thua cuộc                   | Tỷ số                             |
| Vòng 1 đơn nam | Stan Wawrinka [17]                | Pedro Sousa                       | 6–3, 6–2, 6–4                     |
| Vòng 1 đơn nữ | Ajla Tomljanović                  | Misaki Doi                        | 6–1, 6–2                          |
| Vòng 1 đơn nữ | Bianca Andreescu [8]              | Mihaela Buzărnescu [LL]           | 6–2, 4–6, 6–3                     |
| Vòng 1 đơn nam | Nick Kyrgios                      | Frederico Ferreira Silva [Q]      | 6–4, 6–4, 6–4                     |
| Trận đấu trên sân 1573 Arena                                                                                                 |                                   |                                   |                                   |
| Sự kiện | Người thắng trận                  | Người thua cuộc                   | Tỷ số                             |
| Vòng 1 đơn nam | Milos Raonic [14]                 | Federico Coria                    | 6–3, 6–3, 6–2                     |
| Vòng 1 đơn nữ | Iga Świątek [15]                  | Arantxa Rus                       | 6–1, 6–3                          |
| Vòng 1 đơn nữ | Ons Jabeur [27]                   | Andrea Petkovic                   | 6–3, 3–6, 6–4                     |
| Vòng 1 đơn nam | Pablo Carreño Busta [15]          | Kei Nishikori                     | 7–5, 7–6(7–4), 6–2                |
| Trận đấu được tô màu là trận đấu diễn ra vào ban đêm                                                                         |                                   |                                   |                                   |
| Các trận đấu bắt đầu vào 11 giờ sáng (12 giờ sáng trên sân John Cain Arena), các trận đấu ban đêm bắt đầu vào 7 giờ tối AEDT |                                   |                                   |                                   |

### Ngày 2 (9 tháng 2)
- Hạt giống bị loại:
  - Đơn nam:  Roberto Bautista Agut [12],  David Goffin [13],  Hubert Hurkacz [26],  Dan Evans [30]
  - Đơn nữ:  Victoria Azarenka [12],  Johanna Konta [13],  Petra Martić [16],  Maria Sakkari [20],  Zhang Shuai [31]
- Lịch thi đấu

| Trận đấu trên Sân chính | Trận đấu trên Sân chính           | Trận đấu trên Sân chính           | Trận đấu trên Sân chính           |
| Trận đấu trên sân Rod Laver Arena                                                                                            | Trận đấu trên sân Rod Laver Arena | Trận đấu trên sân Rod Laver Arena | Trận đấu trên sân Rod Laver Arena |
| Sự kiện | Người thắng trận                  | Người thua cuộc                   | Tỷ số                             |
| --- | --------------------------------- | --------------------------------- | --------------------------------- |
| Vòng 1 đơn nữ | Sofia Kenin [4]                   | Maddison Inglis [WC]              | 7–5, 6–4                          |
| Vòng 1 đơn nữ | Elina Svitolina [5]               | Marie Bouzková                    | 6–3, 7–6(7–5)                     |
| Vòng 1 đơn nam | Rafael Nadal [2]                  | Laslo Đere                        | 6–3, 6–4, 6–1                     |
| Vòng 1 đơn nữ | Ashleigh Barty [1]                | Danka Kovinić                     | 6–0, 6–0                          |
| Vòng 1 đơn nam | Stefanos Tsitsipas [5]            | Gilles Simon                      | 6–1, 6–2, 6–1                     |
| Trận đấu trên sân Margaret Court Arena                                                                                       |                                   |                                   |                                   |
| Sự kiện | Người thắng trận                  | Người thua cuộc                   | Tỷ số                             |
| Vòng 1 đơn nữ | Garbiñe Muguruza [14]             | Margarita Gasparyan [LL]          | 6–4, 6–0                          |
| Vòng 1 đơn nữ | Jessica Pegula                    | Victoria Azarenka [12]            | 7–5, 6–4                          |
| Vòng 1 đơn nam | Daniil Medvedev [4]               | Vasek Pospisil                    | 6–2, 6–2, 6–4                     |
| Vòng 1 đơn nam | Matteo Berrettini [9]             | Kevin Anderson                    | 7–6(11–9), 7–5, 6–3               |
| Vòng 1 đơn nữ | Daria Gavrilova [WC]              | Sara Sorribes Tormo               | 6–1, 7–5                          |
| Trận đấu trên sân John Cain Arena                                                                                            |                                   |                                   |                                   |
| Sự kiện | Người thắng trận                  | Người thua cuộc                   | Tỷ số                             |
| Vòng 1 đơn nam | Andrey Rublev [7]                 | Yannick Hanfmann                  | 6–3, 6–3, 6–4                     |
| Vòng 1 đơn nữ | Coco Gauff                        | Jil Teichmann                     | 6–3, 6–2                          |
| Vòng 1 đơn nam | Alex de Minaur [21]               | Tennys Sandgren                   | 7–5, 6–1, 6–1                     |
| Vòng 1 đơn nữ | Samantha Stosur [WC]              | Destanee Aiava [WC]               | 6–4, 6–4                          |
| Trận đấu trên sân 1573 Arena                                                                                                 |                                   |                                   |                                   |
| Sự kiện | Người thắng trận                  | Người thua cuộc                   | Tỷ số                             |
| Vòng 1 đơn nữ | Belinda Bencic [11]               | Lauren Davis                      | 6–3, 4–6, 6–1                     |
| Vòng 1 đơn nam | Radu Albot                        | Roberto Bautista Agut [12]        | 6–7(1–7), 6–0, 6–4, 7–6(7–5)      |
| Vòng 1 đơn nữ | Karolína Plíšková [6]             | Jasmine Paolini                   | 6–0, 6–2                          |
| Vòng 1 đơn nam | Casper Ruud [24]                  | Jordan Thompson                   | 6–3, 6–3, 2–1, ret.               |
| Trận đấu được tô màu là trận đấu diễn ra vào ban đêm                                                                         |                                   |                                   |                                   |
| Các trận đấu bắt đầu vào 11 giờ sáng (12 giờ sáng trên sân John Cain Arena), các trận đấu ban đêm bắt đầu vào 7 giờ tối AEDT |                                   |                                   |                                   |

### Ngày 3 (10 tháng 2)
- Hạt giống bị loại:
  - Đơn nam:  Stan Wawrinka [17],  Ugo Humbert [29]
  - Đơn nữ:  Bianca Andreescu [8],  Petra Kvitová [9],  Elena Rybakina [17]
  - Đôi nam:  Henri Kontinen /  Édouard Roger-Vasselin [11]
  - Đôi nữ:  Duan Yingying /  Zheng Saisai [8],  Samantha Stosur /  Zhang Shuai [10]
- Lịch thi đấu

| Trận đấu trên Sân chính | Trận đấu trên Sân chính           | Trận đấu trên Sân chính           | Trận đấu trên Sân chính                |
| Trận đấu trên sân Rod Laver Arena                                                                                            | Trận đấu trên sân Rod Laver Arena | Trận đấu trên sân Rod Laver Arena | Trận đấu trên sân Rod Laver Arena      |
| Sự kiện | Người thắng trận                  | Người thua cuộc                   | Tỷ số                                  |
| --- | --------------------------------- | --------------------------------- | -------------------------------------- |
| Vòng 2 đơn nữ | Hsieh Su-wei                      | Bianca Andreescu [8]              | 6–3, 6–2                               |
| Vòng 2 đơn nữ | Serena Williams [10]              | Nina Stojanović                   | 6–3, 6–0                               |
| Vòng 2 đơn nam | Novak Djokovic [1]                | Frances Tiafoe                    | 6–3, 6–7(2–7), 7–6(7–2), 6–3           |
| Vòng 2 đơn nữ | Naomi Osaka [3]                   | Caroline Garcia                   | 6–2, 6–3                               |
| Vòng 2 đơn nam | Alexander Zverev [6]              | Maxime Cressy [Q]                 | 7–5, 6–4, 6–3                          |
| Trận đấu trên sân Margaret Court Arena                                                                                       |                                   |                                   |                                        |
| Sự kiện | Người thắng trận                  | Người thua cuộc                   | Tỷ số                                  |
| Vòng 2 đơn nữ | Aryna Sabalenka [7]               | Daria Kasatkina                   | 7–6(7–5), 6–3                          |
| Vòng 2 đơn nữ | Sorana Cîrstea                    | Petra Kvitová [9]                 | 6–4, 1–6, 6–1                          |
| Vòng 2 đơn nam | Dominic Thiem [3]                 | Dominik Koepfer                   | 6–4, 6–0, 6–2                          |
| Vòng 2 đơn nữ | Simona Halep [2]                  | Ajla Tomljanović                  | 4–6, 6–4, 7–5                          |
| Vòng 2 đơn nam | Grigor Dimitrov [18]              | Alex Bolt [WC]                    | 7–6(7–1), 6–1, 6–2                     |
| Trận đấu trên sân John Cain Arena                                                                                            |                                   |                                   |                                        |
| Sự kiện | Người thắng trận                  | Người thua cuộc                   | Tỷ số                                  |
| Vòng 2 đơn nam | Márton Fucsovics                  | Stan Wawrinka [17]                | 7–5, 6–1, 4–6, 2–6, 7–6(11–9)          |
| Vòng 2 đơn nữ | Sara Errani [Q]                   | Venus Williams                    | 6–1, 6–0                               |
| Vòng 2 đơn nữ | Iga Świątek [15]                  | Camila Giorgi                     | 6–2, 6–4                               |
| Vòng 2 đơn nam | Nick Kyrgios                      | Ugo Humbert [29]                  | 5–7, 6–4, 3–6, 7–6(7–2), 6–4           |
| Trận đấu trên sân 1573 Arena                                                                                                 |                                   |                                   |                                        |
| Sự kiện | Người thắng trận                  | Người thua cuộc                   | Tỷ số                                  |
| Vòng 2 đơn nữ | Markéta Vondroušová [19]          | Rebecca Marino [Q]                | 6–1, 7–5                               |
| Vòng 2 đơn nam | Diego Schwartzman [8]             | Alexandre Müller [LL]             | 6–2, 6–0, 6–3                          |
| Vòng 2 đơn nữ | Garbiñe Muguruza [14]             | Liudmila Samsonova [Q]            | 6–3, 6–1                               |
| Vòng 2 đơn nam | Taylor Fritz [27]                 | Reilly Opelka                     | 4–6, 7–6(8–6), 6–7(4–7), 7–6(7–5), 6–2 |
| Trận đấu được tô màu là trận đấu diễn ra vào ban đêm                                                                         |                                   |                                   |                                        |
| Các trận đấu bắt đầu vào 11 giờ sáng (12 giờ sáng trên sân John Cain Arena), các trận đấu ban đêm bắt đầu vào 7 giờ tối AEDT |                                   |                                   |                                        |

### Ngày 4 (11 tháng 2)
- Hạt giống bị loại:
  - Đơn nam:  Borna Ćorić [22],  Lorenzo Sonego [31]
  - Đơn nữ:  Sofia Kenin [4]
  - Đôi nam:  Marcel Granollers /  Horacio Zeballos [3],  Jérémy Chardy /  Fabrice Martin [12],  Oliver Marach /  Robin Haase [13],  Sander Gillé /  Joran Vliegen [14]
  - Đôi nữ:  Chan Hao-ching /  Latisha Chan [5],  Veronika Kudermetova /  Anna Blinkova [15]
- Lịch thi đấu

| Trận đấu trên Sân chính | Trận đấu trên Sân chính           | Trận đấu trên Sân chính           | Trận đấu trên Sân chính           |
| Trận đấu trên sân Rod Laver Arena                                                                                            | Trận đấu trên sân Rod Laver Arena | Trận đấu trên sân Rod Laver Arena | Trận đấu trên sân Rod Laver Arena |
| Sự kiện | Người thắng trận                  | Người thua cuộc                   | Tỷ số                             |
| --- | --------------------------------- | --------------------------------- | --------------------------------- |
| Vòng 2 đơn nữ | Karolína Plíšková [6]             | Danielle Collins                  | 7–5, 6–2                          |
| Vòng 2 đơn nữ | Ashleigh Barty [1]                | Daria Gavrilova [WC]              | 6–1, 7–6(9–7)                     |
| Vòng 2 đơn nam | Stefanos Tsitsipas [5]            | Thanasi Kokkinakis [WC]           | 6–7(5–7), 6–4, 6–1, 6–7(5–7), 6–4 |
| Vòng 2 đơn nữ | Elina Svitolina [5]               | Coco Gauff                        | 6–4, 6–3                          |
| Vòng 2 đơn nam | Rafael Nadal [2]                  | Michael Mmoh [Q]                  | 6–1, 6–4, 6–2                     |
| Trận đấu trên sân Margaret Court Arena                                                                                       |                                   |                                   |                                   |
| Sự kiện | Người thắng trận                  | Người thua cuộc                   | Tỷ số                             |
| Vòng 2 đơn nữ | Belinda Bencic [11]               | Svetlana Kuznetsova               | 7–5, 2–6, 6–4                     |
| Vòng 2 đơn nữ | Kaia Kanepi                       | Sofia Kenin [4]                   | 6–3, 6–2                          |
| Vòng 2 đơn nam | Matteo Berrettini [9]             | Tomáš Macháč [Q]                  | 6–3, 6–2, 4–6, 6–3                |
| Vòng 2 đơn nam | Alex de Minaur [21]               | Pablo Cuevas                      | 6–3, 6–3, 7–5                     |
| Vòng 2 đơn nữ | Jessica Pegula                    | Samantha Stosur [WC]              | 6–0, 6–1                          |
| Vòng 2 đơn nam | Cameron Norrie                    | Roman Safiullin [Q]               | 3–6, 7–5, 6–3, 7–6(7–3)           |
| Trận đấu trên sân John Cain Arena                                                                                            |                                   |                                   |                                   |
| Sự kiện | Người thắng trận                  | Người thua cuộc                   | Tỷ số                             |
| Vòng 2 đơn nam | Andrey Rublev [7]                 | Thiago Monteiro                   | 6–4, 6–4, 7–6(10–8)               |
| Vòng 2 đơn nữ | Anett Kontaveit [21]              | Heather Watson                    | 6–7(5–7), 6–4, 6–2                |
| Vòng 2 đơn nam | Fabio Fognini [16]                | Salvatore Caruso                  | 4–6, 6–2, 2–6, 6–3, 7–6(14–12)    |
| Vòng 2 đơn nam | Daniil Medvedev [4]               | Roberto Carballés Baena           | 6–2, 7–5, 6–1                     |
| Trận đấu trên sân 1573 Arena                                                                                                 |                                   |                                   |                                   |
| Sự kiện | Người thắng trận                  | Người thua cuộc                   | Tỷ số                             |
| Vòng 2 đơn nữ | Elise Mertens [18]                | Zhu Lin                           | 7–6(10–8), 6–1                    |
| Vòng 2 đơn nam | Karen Khachanov [19]              | Ričardas Berankis                 | 6–2, 6–4, 6–4                     |
| Vòng 2 đơn nữ | Jennifer Brady [22]               | Madison Brengle                   | 6–1, 6–2                          |
| Vòng 2 đơn nữ | Kaja Juvan [Q]                    | Mayar Sherif [Q]                  | 3–6, 7–6(7–2), 6–3                |
| Trận đấu được tô màu là trận đấu diễn ra vào ban đêm                                                                         |                                   |                                   |                                   |
| Các trận đấu bắt đầu vào 11 giờ sáng (12 giờ sáng trên sân John Cain Arena), các trận đấu ban đêm bắt đầu vào 7 giờ tối AEDT |                                   |                                   |                                   |

### Ngày 5 (12 tháng 2)
- Hạt giống bị loại:
  - Đơn nam:  Diego Schwartzman [8],  Denis Shapovalov [11],  Pablo Carreño Busta [15],  Taylor Fritz [27],  Adrian Mannarino [32]
  - Đơn nữ:  Ons Jabeur [27],  Veronika Kudermetova [32]
  - Đôi nam:  Max Purcell /  Luke Saville [15]
  - Đôi nữ:  Gabriela Dabrowski /  Bethanie Mattek-Sands [6]
  - Đôi nam nữ:  Chan Hao-ching /  Juan Sebastián Cabal [4],   Demi Schuurs /  Wesley Koolhof [5],   Latisha Chan /  Ivan Dodig [7]
- Lịch thi đấu

| Trận đấu trên Sân chính | Trận đấu trên Sân chính               | Trận đấu trên Sân chính                      | Trận đấu trên Sân chính           |
| Trận đấu trên sân Rod Laver Arena                                                                                            | Trận đấu trên sân Rod Laver Arena     | Trận đấu trên sân Rod Laver Arena            | Trận đấu trên sân Rod Laver Arena |
| Sự kiện | Người thắng trận                      | Người thua cuộc                              | Tỷ số                             |
| --- | ------------------------------------- | -------------------------------------------- | --------------------------------- |
| Vòng 3 đơn nữ | Aryna Sabalenka [7]                   | Ann Li                                       | 6–3, 6–1                          |
| Vòng 3 đơn nữ | Serena Williams [10]                  | Anastasia Potapova                           | 7–6(7–5), 6–2                     |
| Vòng 3 đơn nam | Alexander Zverev [6]                  | Adrian Mannarino [32]                        | 6–3, 6–3, 6–1                     |
| Vòng 3 đơn nữ | Simona Halep [2]                      | Veronika Kudermetova [32]                    | 6–1, 6–3                          |
| Vòng 3 đơn nam | Novak Djokovic [1]                    | Taylor Fritz [27]                            | 7–6(7–0), 6–4, 3–6, 4–6, 6–2      |
| Trận đấu trên sân Margaret Court Arena                                                                                       |                                       |                                              |                                   |
| Sự kiện | Người thắng trận                      | Người thua cuộc                              | Tỷ số                             |
| Vòng 3 đơn nữ | Markéta Vondroušová [19]              | Sorana Cîrstea                               | 6–2, 6–4                          |
| Vòng 3 đơn nữ | Garbiñe Muguruza [14]                 | Zarina Diyas                                 | 6–1, 6–1                          |
| Vòng 3 đơn nam | Grigor Dimitrov [18]                  | Pablo Carreño Busta [15]                     | 6–0, 1–0, bỏ cuộc                 |
| Vòng 3 đơn nam | Félix Auger-Aliassime [20]            | Denis Shapovalov [11]                        | 7–5, 7–5, 6–3                     |
| Vòng 3 đơn nữ | Iga Świątek [15]                      | Fiona Ferro                                  | 6–4, 6–3                          |
| Trận đấu trên sân John Cain Arena                                                                                            |                                       |                                              |                                   |
| Sự kiện | Người thắng trận                      | Người thua cuộc                              | Tỷ số                             |
| Vòng 3 đơn nữ | Hsieh Su-wei                          | Sara Errani [Q]                              | 6–4, 2–6, 7–5                     |
| Vòng 3 đơn nữ | Naomi Osaka [3]                       | Ons Jabeur [27]                              | 6–3, 6–2                          |
| Vòng 3 đơn nam | Aslan Karatsev [Q]                    | Diego Schwartzman [8]                        | 6–3, 6–3, 6–3                     |
| Vòng 3 đơn nam | Dominic Thiem [3]                     | Nick Kyrgios                                 | 4–6, 4–6, 6–3, 6–4, 6–4           |
| Trận đấu trên sân 1573 Arena                                                                                                 |                                       |                                              |                                   |
| Sự kiện | Người thắng trận                      | Người thua cuộc                              | Tỷ số                             |
| Vòng 2 đôi nam | Jamie Murray [6] Bruno Soares [6]     | Laslo Đere Stefano Travaglia                 | 6–1, 6–2                          |
| Vòng 2 đôi nữ | Leylah Annie Fernandez Heather Watson | Olivia Gadecki [WC] Belinda Woolcock [WC]    | 7–5, 6–2                          |
| Vòng 1 đôi nam | Alexander Bublik Andrey Golubev       | Salvatore Caruso [Alt] Emil Ruusuvuori [Alt] | 7–6(8–6), 7–5                     |
| Vòng 3 đơn nam | Milos Raonic [14]                     | Márton Fucsovics                             | 7–6(7–2), 5–7, 6–2, 6–2           |
| Trận đấu được tô màu là trận đấu diễn ra vào ban đêm                                                                         |                                       |                                              |                                   |
| Các trận đấu bắt đầu vào 11 giờ sáng (12 giờ sáng trên sân John Cain Arena), các trận đấu ban đêm bắt đầu vào 7 giờ tối AEDT |                                       |                                              |                                   |

### Ngày 6 (13 tháng 2)
- Hạt giống bị loại:
  - Đơn nam:  Karen Khachanov [19],  Alex de Minaur [21],  Filip Krajinović [28]
  - Đơn nữ:  Karolína Plíšková [6],  Belinda Bencic [11],  Anett Kontaveit [21],  Yulia Putintseva [26],  Ekaterina Alexandrova [29]
  - Đôi nam:  Juan Sebastián Cabal /  Robert Farah [1],  Ken Skupski /  Neal Skupski [16]
  - Đôi nữ:  Hsieh Su-wei /  Barbora Strýcová [1],  Kirsten Flipkens /  Andreja Klepač [14]
- Lịch thi đấu

| Trận đấu trên Sân chính | Trận đấu trên Sân chính            | Trận đấu trên Sân chính           | Trận đấu trên Sân chính           |
| Trận đấu trên sân Rod Laver Arena                                                                                            | Trận đấu trên sân Rod Laver Arena  | Trận đấu trên sân Rod Laver Arena | Trận đấu trên sân Rod Laver Arena |
| Sự kiện | Người thắng trận                   | Người thua cuộc                   | Tỷ số                             |
| --- | ---------------------------------- | --------------------------------- | --------------------------------- |
| Vòng 3 đơn nữ | Karolína Muchová [25]              | Karolína Plíšková [6]             | 7–5, 7–5                          |
| Vòng 3 đơn nam | Daniil Medvedev [4]                | Filip Krajinović [28]             | 6–3, 6–3, 4–6, 3–6, 6–0           |
| Vòng 3 đơn nữ | Elise Mertens [18]                 | Belinda Bencic [11]               | 6–2, 6–1                          |
| Vòng 3 đơn nữ | Shelby Rogers                      | Anett Kontaveit [21]              | 6–4, 6–3                          |
| Vòng 3 đơn nam | Rafael Nadal [2]                   | Cameron Norrie                    | 7–5, 6–2, 7–5                     |
| Trận đấu trên sân Margaret Court Arena                                                                                       |                                    |                                   |                                   |
| Sự kiện | Người thắng trận                   | Người thua cuộc                   | Tỷ số                             |
| Vòng 3 đơn nữ | Elina Svitolina [5]                | Yulia Putintseva [26]             | 6–4, 6–0                          |
| Vòng 3 đơn nữ | Donna Vekić [28]                   | Kaia Kanepi                       | 5–7, 7–6(7–2), 6–4                |
| Vòng 3 đơn nam | Andrey Rublev [7]                  | Feliciano López                   | 7–5, 6–2, 6–3                     |
| Vòng 3 đơn nữ | Ashleigh Barty [1]                 | Ekaterina Alexandrova [29]        | 6–2, 6–4                          |
| Vòng 3 đơn nam | Fabio Fognini [16]                 | Alex de Minaur [21]               | 6–4, 6–3, 6–4                     |
| Trận đấu trên sân John Cain Arena                                                                                            |                                    |                                   |                                   |
| Sự kiện | Người thắng trận                   | Người thua cuộc                   | Tỷ số                             |
| Vòng 3 đơn nữ | Jessica Pegula                     | Kristina Mladenovic               | 6–2, 6–1                          |
| Vòng 3 đơn nữ | Jennifer Brady [22]                | Kaja Juvan [Q]                    | 6–1, 6–3                          |
| Vòng 3 đơn nam | Stefanos Tsitsipas [5]             | Mikael Ymer                       | 6–4, 6–1, 6–1                     |
| Vòng 3 đơn nam | Matteo Berrettini [9]              | Karen Khachanov [19]              | 7–6(7–1), 7–6(7–5), 7–6(7–5)      |
| Trận đấu trên sân 1573 Arena                                                                                                 |                                    |                                   |                                   |
| Sự kiện | Người thắng trận                   | Người thua cuộc                   | Tỷ số                             |
| Vòng 2 đôi nữ | Bernarda Pera Rosalie van der Hoek | Arantxa Rus Tamara Zidanšek       | 6–4, 6–4                          |
| Vòng 3 đơn nam | Casper Ruud [24]                   | Radu Albot                        | 6–1, 5–7, 6–4, 6–4                |
| Vòng 2 đôi nam | Marcus Daniell Philipp Oswald      | Dominik Koepfer Tennys Sandgren   | 7–6(7–4), 6–7(3–7), 6–2           |
| Vòng 2 đôi nam | Marcelo Melo [7] Horia Tecău [7]   | Radu Albot Dan Evans              | 6–1, 7–6(7–2)                     |
| Trận đấu được tô màu là trận đấu diễn ra vào ban đêm                                                                         |                                    |                                   |                                   |
| Các trận đấu bắt đầu vào 11 giờ sáng (12 giờ sáng trên sân John Cain Arena), các trận đấu ban đêm bắt đầu vào 7 giờ tối AEDT |                                    |                                   |                                   |

### Ngày 7 (14 tháng 2)
- Hạt giống bị loại:
  - Đơn nam:  Dominic Thiem [3],  Milos Raonic [14],  Félix Auger-Aliassime [20],  Dušan Lajović [23]
  - Đơn nữ:  Aryna Sabalenka [7],  Garbiñe Muguruza [14],  Iga Świątek [15],  Markéta Vondroušová [19]
  - Đôi nữ:  Hayley Carter /  Luisa Stefani [12],  Laura Siegemund /  Vera Zvonareva [16]
  - Đôi nam nữ:  Barbora Strýcová /  Nikola Mektić [1]
- Lịch thi đấu

| Trận đấu trên Sân chính                                                               | Trận đấu trên Sân chính           | Trận đấu trên Sân chính                | Trận đấu trên Sân chính           |
| Trận đấu trên sân Rod Laver Arena                                                     | Trận đấu trên sân Rod Laver Arena | Trận đấu trên sân Rod Laver Arena      | Trận đấu trên sân Rod Laver Arena |
| Sự kiện                                                                               | Người thắng trận                  | Người thua cuộc                        | Tỷ số                             |
| ------------------------------------------------------------------------------------- | --------------------------------- | -------------------------------------- | --------------------------------- |
| Vòng 4 đơn nữ                                                                         | Naomi Osaka [3]                   | Garbiñe Muguruza [14]                  | 4–6, 6–4, 7–5                     |
| Vòng 4 đơn nữ                                                                         | Serena Williams [10]              | Aryna Sabalenka [7]                    | 6–4, 2–6, 6–4                     |
| Vòng 4 đơn nam                                                                        | Grigor Dimitrov [18]              | Dominic Thiem [3]                      | 6–4, 6–4, 6–0                     |
| Vòng 4 đơn nữ                                                                         | Simona Halep [2]                  | Iga Świątek [15]                       | 3–6, 6–1, 6–4                     |
| Vòng 4 đơn nam                                                                        | Novak Djokovic [1]                | Milos Raonic [14]                      | 7–6(7–4), 4–6, 6–1, 6–4           |
| Trận đấu trên sân Margaret Court Arena                                                |                                   |                                        |                                   |
| Sự kiện                                                                               | Người thắng trận                  | Người thua cuộc                        | Tỷ số                             |
| Vòng 4 đơn nữ                                                                         | Hsieh Su-wei                      | Markéta Vondroušová [19]               | 6–4, 6–2                          |
| Vòng 4 đơn nam                                                                        | Aslan Karatsev [Q]                | Félix Auger-Aliassime [20]             | 3–6, 1–6, 6–3, 6–3, 6–4           |
| Vòng 2 đôi nam                                                                        | Wesley Koolhof / Łukasz Kubot [4] | Nick Kyrgios / Thanasi Kokkinakis [WC] | 6–3, 6–4                          |
| Vòng 4 đơn nam                                                                        | Alexander Zverev [6]              | Dušan Lajović [23]                     | 6–4, 7–6(7–5), 6–3                |
| Trận đấu được tô màu là trận đấu diễn ra vào ban đêm                                  |                                   |                                        |                                   |
| Các trận đấu bắt đầu vào 11 giờ sáng, các trận đấu ban đêm bắt đầu vào 7 giờ tối AEDT |                                   |                                        |                                   |

### Ngày 8 (15 tháng 2)
- Hạt giống bị loại:
  - Đơn nam:  Matteo Berrettini [9],  Fabio Fognini [16],  Casper Ruud [24]
  - Đơn nữ:  Elina Svitolina [5],  Elise Mertens [18],  Donna Vekić [28]
  - Đôi nam:  Wesley Koolhof /  Łukasz Kubot [4],  Marcelo Melo /  Horia Tecău [7],  John Peers /  Michael Venus [10]
  - Đôi nữ:  Alexa Guarachi /  Desirae Krawczyk [9],  Lyudmyla Kichenok /  Jeļena Ostapenko [13]
  - Đôi nam nữ:  Nicole Melichar /  Robert Farah [2]
- Lịch thi đấu

| Trận đấu trên Sân chính                                                               | Trận đấu trên Sân chính           | Trận đấu trên Sân chính           | Trận đấu trên Sân chính           |
| Trận đấu trên sân Rod Laver Arena                                                     | Trận đấu trên sân Rod Laver Arena | Trận đấu trên sân Rod Laver Arena | Trận đấu trên sân Rod Laver Arena |
| Sự kiện                                                                               | Người thắng trận                  | Người thua cuộc                   | Tỷ số                             |
| ------------------------------------------------------------------------------------- | --------------------------------- | --------------------------------- | --------------------------------- |
| Vòng 4 đơn nữ                                                                         | Jessica Pegula                    | Elina Svitolina [5]               | 6–4, 3–6, 6–3                     |
| Vòng 4 đơn nữ                                                                         | Jennifer Brady [22]               | Donna Vekić [28]                  | 6–1, 7–5                          |
| Vòng 4 đơn nam                                                                        | Rafael Nadal [2]                  | Fabio Fognini [16]                | 6–3, 6–4, 6–2                     |
| Vòng 4 đơn nữ                                                                         | Ashleigh Barty [1]                | Shelby Rogers                     | 6–3, 6–4                          |
| Vòng 4 đơn nam                                                                        | Stefanos Tsitsipas [5]            | Matteo Berrettini [9]             | Bỏ cuộc trước trận đấu            |
| Trận đấu trên sân Margaret Court Arena                                                |                                   |                                   |                                   |
| Sự kiện                                                                               | Người thắng trận                  | Người thua cuộc                   | Tỷ số                             |
| Bán kết đơn xe lăn quad                                                               | Dylan Alcott [1]                  | Niels Vink                        | 6–4, 6–3                          |
| Vòng 4 đơn nam                                                                        | Daniil Medvedev [4]               | Mackenzie McDonald [PR]           | 6–4, 6–2, 6–3                     |
| Vòng 4 đơn nam                                                                        | Andrey Rublev [7]                 | Casper Ruud [24]                  | 6–2, 7–6(7–3), bỏ cuộc            |
| Vòng 4 đơn nữ                                                                         | Karolína Muchová [25]             | Elise Mertens [18]                | 7–6(7–5), 7–5                     |
| Trận đấu được tô màu là trận đấu diễn ra vào ban đêm                                  |                                   |                                   |                                   |
| Các trận đấu bắt đầu vào 11 giờ sáng, các trận đấu ban đêm bắt đầu vào 7 giờ tối AEDT |                                   |                                   |                                   |

### Ngày 9 (16 tháng 2)
- Hạt giống bị loại:
  - Đơn nam:  Alexander Zverev [6],  Grigor Dimitrov [18]
  - Đơn nữ:  Simona Halep [2]
  - Đôi nam:  Pierre-Hugues Herbert /  Nicolas Mahut [8]
  - Đôi nữ:  Shuko Aoyama /  Ena Shibahara [7]
  - Đôi nam nữ:  Luisa Stefani /  Bruno Soares [8]
- Lịch thi đấu

| Trận đấu trên Sân chính | Trận đấu trên Sân chính                 | Trận đấu trên Sân chính                     | Trận đấu trên Sân chính           |
| Trận đấu trên sân Rod Laver Arena                                                                                           | Trận đấu trên sân Rod Laver Arena       | Trận đấu trên sân Rod Laver Arena           | Trận đấu trên sân Rod Laver Arena |
| Sự kiện | Người thắng trận                        | Người thua cuộc                             | Tỷ số                             |
| --- | --------------------------------------- | ------------------------------------------- | --------------------------------- |
| Tứ kết đơn nữ | Naomi Osaka [3]                         | Hsieh Su-wei                                | 6–2, 6–2                          |
| Tứ kết đơn nam | Aslan Karatsev [Q]                      | Grigor Dimitrov [18]                        | 2–6, 6–4, 6–1, 6–2                |
| Tứ kết đơn nữ | Serena Williams [10]                    | Simona Halep [2]                            | 6–3, 6–3                          |
| Tứ kết đơn nam | Novak Djokovic [1]                      | Alexander Zverev [6]                        | 6–7(6–8), 6–2, 6–4, 7–6(8–6)      |
| Trận đấu trên sân Margaret Court Arena                                                                                      |                                         |                                             |                                   |
| Sự kiện | Người thắng trận                        | Người thua cuộc                             | Tỷ số                             |
| Chung kết đôi xe lăn quad                                                                                                   | Dylan Alcott [1] Heath Davidson [1]     | Andy Lapthorne [2] David Wagner [2]         | 6–2, 3–6, [10–7]                  |
| Tứ kết đôi nữ | Nicole Melichar [4] Demi Schuurs [4]    | Coco Gauff Caty McNally                     | 7–6(7–4), 6–1                     |
| Vòng 2 đôi nam nữ | Desirae Krawczyk Joe Salisbury          | Vera Zvonareva Marcelo Melo                 | 6–4, 6–4                          |
| Tứ kết đôi nam | Nikola Mektić [2] Mate Pavić [2]        | Pierre-Hugues Herbert [8] Nicolas Mahut [8] | 6–4, 4–6, 7–6(10–3)               |
| Vòng 2 đôi nam nữ | Samantha Stosur [WC] Matthew Ebden [WC] | Luisa Stefani [8] Bruno Soares [8]          | 6–3, 6–1                          |
| Trận đấu được tô màu là trận đấu diễn ra vào ban đêm                                                                        |                                         |                                             |                                   |
| Các trận đấu bắt đầu vào 11 giờ sáng (12:30 sáng trên sân Rod Laver Arena), các trận đấu ban đêm bắt đầu vào 7 giờ tối AEDT |                                         |                                             |                                   |

### Ngày 10 (17 tháng 2)
- Hạt giống bị loại:
  - Đơn nam:  Rafael Nadal [2],  Andrey Rublev [7]
  - Đơn nữ:  Ashleigh Barty [1]
  - Đôi nữ:  Nicole Melichar /  Demi Schuurs [4]
  - Đôi nam nữ:  Gabriela Dabrowski /  Mate Pavić [3]
- Lịch thi đấu

| Trận đấu trên Sân chính                                                               | Trận đấu trên Sân chính               | Trận đấu trên Sân chính               | Trận đấu trên Sân chính           |
| Trận đấu trên sân Rod Laver Arena                                                     | Trận đấu trên sân Rod Laver Arena     | Trận đấu trên sân Rod Laver Arena     | Trận đấu trên sân Rod Laver Arena |
| Sự kiện                                                                               | Người thắng trận                      | Người thua cuộc                       | Tỷ số                             |
| ------------------------------------------------------------------------------------- | ------------------------------------- | ------------------------------------- | --------------------------------- |
| Tứ kết đơn nữ                                                                         | Karolína Muchová [25]                 | Ashleigh Barty [1]                    | 1–6, 6–3, 6–2                     |
| Tứ kết đơn nữ                                                                         | Jennifer Brady [22]                   | Jessica Pegula                        | 4–6, 6–2, 6–1                     |
| Tứ kết đơn nam                                                                        | Daniil Medvedev [4]                   | Andrey Rublev [7]                     | 7–5, 6–3, 6–2                     |
| Tứ kết đơn nam                                                                        | Stefanos Tsitsipas [5]                | Rafael Nadal [2]                      | 3–6, 2–6, 7–6(7–4), 6–4, 7–5      |
| Trận đấu trên sân Margaret Court Arena                                                |                                       |                                       |                                   |
| Sự kiện                                                                               | Người thắng trận                      | Người thua cuộc                       | Tỷ số                             |
| Tứ kết đôi nam                                                                        | Rajeev Ram [5] Joe Salisbury [5]      | Marcus Daniell Philipp Oswald         | 7–6(8–6), 6–2                     |
| Bán kết đôi nữ                                                                        | Elise Mertens [2] Aryna Sabalenka [2] | Nicole Melichar [4] Demi Schuurs [4]  | 7–5, 6–4                          |
| Tứ kết đôi nam                                                                        | Jamie Murray Bruno Soares [6]         | Marcelo Arévalo Matwé Middelkoop      | 6–3, 6–4                          |
| Tứ kết đôi nam nữ                                                                     | Storm Sanders [WC] Marc Polmans [WC]  | Arina Rodionova [WC] Max Purcell [WC] | 4–6, 7–5(10–8)                    |
| Chung kết đơn xe lăn quad                                                             | Dylan Alcott [1]                      | Sam Schröder                          | 6–1, 6–0                          |
| Trận đấu được tô màu là trận đấu diễn ra vào ban đêm                                  |                                       |                                       |                                   |
| Các trận đấu bắt đầu vào 11 giờ sáng, các trận đấu ban đêm bắt đầu vào 7 giờ tối AEDT |                                       |                                       |                                   |

### Ngày 11 (18 tháng 2)
- Hạt giống bị loại:
  - Đơn nữ:  Serena Williams [10],  Karolína Muchová [25]
  - Đôi nam:  Nikola Mektić /  Mate Pavić [2]
- Lịch thi đấu

| Trận đấu trên Sân chính                                                               | Trận đấu trên Sân chính                 | Trận đấu trên Sân chính                | Trận đấu trên Sân chính           |
| Trận đấu trên sân Rod Laver Arena                                                     | Trận đấu trên sân Rod Laver Arena       | Trận đấu trên sân Rod Laver Arena      | Trận đấu trên sân Rod Laver Arena |
| Sự kiện                                                                               | Người thắng trận                        | Người thua cuộc                        | Tỷ số                             |
| ------------------------------------------------------------------------------------- | --------------------------------------- | -------------------------------------- | --------------------------------- |
| Tứ kết đôi nam nữ                                                                     | Samantha Stosur [WC] Matthew Ebden [WC] | Hayley Carter [Alt] Sander Gillé [Alt] | 6–3, 6–2                          |
| Bán kết đơn nữ                                                                        | Naomi Osaka [3]                         | Serena Williams [10]                   | 6–3, 6–4                          |
| Bán kết đơn nữ                                                                        | Jennifer Brady [22]                     | Karolína Muchová [25]                  | 6–4, 3–6, 6–4                     |
| Bán kết đơn nam                                                                       | Novak Djokovic [1]                      | Aslan Karatsev [Q]                     | 6–3, 6–4, 6–2                     |
| Trận đấu trên sân Margaret Court Arena                                                |                                         |                                        |                                   |
| Sự kiện                                                                               | Người thắng trận                        | Người thua cuộc                        | Tỷ số                             |
| Tứ kết đôi nam nữ                                                                     | Desirae Krawczyk Joe Salisbury          | Andreja Klepač Neal Skupski            | 6–3, 6–4                          |
| Bán kết đôi nam nữ                                                                    | Barbora Krejčíková [6] Rajeev Ram [6]   | Storm Sanders [WC] Marc Polmans [WC]   | 6–3, 6–3                          |
| Bán kết đôi nam                                                                       | Ivan Dodig [9] Filip Polášek [9]        | Nikola Mektić [2] Mate Pavić [2]       | 4–6, 6–4, 6–3                     |
| Trận đấu được tô màu là trận đấu diễn ra vào ban đêm                                  |                                         |                                        |                                   |
| Các trận đấu bắt đầu vào 11 giờ sáng, các trận đấu ban đêm bắt đầu vào 7 giờ tối AEDT |                                         |                                        |                                   |

### Ngày 12 (19 tháng 2)
- Hạt giống bị loại:
  - Đơn nam:  Stefanos Tsitsipas [5]
  - Đôi nam:  Jamie Murray /  Bruno Soares [6]
  - Đôi nữ:  Barbora Krejčíková /  Kateřina Siniaková [3]
- Lịch thi đấu

| Trận đấu trên Sân chính                                                              | Trận đấu trên Sân chính               | Trận đấu trên Sân chính                       | Trận đấu trên Sân chính           |
| Trận đấu trên sân Rod Laver Arena                                                    | Trận đấu trên sân Rod Laver Arena     | Trận đấu trên sân Rod Laver Arena             | Trận đấu trên sân Rod Laver Arena |
| Sự kiện                                                                              | Người thắng trận                      | Người thua cuộc                               | Tỷ số                             |
| ------------------------------------------------------------------------------------ | ------------------------------------- | --------------------------------------------- | --------------------------------- |
| Bán kết đôi nam                                                                      | Rajeev Ram [5] Joe Salisbury [5]      | Jamie Murray [6] Bruno Soares [6]             | 6–4, 7–6(7–2)                     |
| Chung kết đôi nữ                                                                     | Elise Mertens [2] Aryna Sabalenka [2] | Barbora Krejčíková [3] Kateřina Siniaková [3] | 6–2, 6–3                          |
| Bán kết đơn nam                                                                      | Daniil Medvedev [4]                   | Stefanos Tsitsipas [5]                        | 6–4, 6–2, 7–5                     |
| Trận đấu được tô màu là trận đấu diễn ra vào ban đêm                                 |                                       |                                               |                                   |
| Các trận đấu bắt đầu vào 1 giờ chiều, các trận đấu ban đêm bắt đầu vào 7:30 tối AEDT |                                       |                                               |                                   |

### Ngày 13 (20 tháng 2)
- Hạt giống bị loại:
  - Đơn nữ:  Jennifer Brady [22]
- Lịch thi đấu

| Trận đấu trên Sân chính                              | Trận đấu trên Sân chính           | Trận đấu trên Sân chính            | Trận đấu trên Sân chính           |
| Trận đấu trên sân Rod Laver Arena                    | Trận đấu trên sân Rod Laver Arena | Trận đấu trên sân Rod Laver Arena  | Trận đấu trên sân Rod Laver Arena |
| Sự kiện                                              | Người thắng trận                  | Người thua cuộc                    | Tỷ số                             |
| ---------------------------------------------------- | --------------------------------- | ---------------------------------- | --------------------------------- |
| Chung kết đơn nữ                                     | Naomi Osaka [3]                   | Jennifer Brady [22]                | 6–4, 6–3                          |
| Chung kết đôi nam nữ                                 | Barbora Krejčíková Rajeev Ram [6] | Samantha Stosur Matthew Ebden [WC] | 6–1, 6–4                          |
| Trận đấu được tô màu là trận đấu diễn ra vào ban đêm |                                   |                                    |                                   |
| Các trận đấu ban đêm bắt đầu vào 7:30 tối AEDT       |                                   |                                    |                                   |

### Ngày 14 (21 tháng 2)
- Hạt giống bị loại:
  - Đơn nam:  Daniil Medvedev [4]
  - Đôi nam:  Rajeev Ram /  Joe Salisbury [5]
- Lịch thi đấu

| Trận đấu trên Sân chính                                                              | Trận đấu trên Sân chính           | Trận đấu trên Sân chính           | Trận đấu trên Sân chính           |
| Trận đấu trên sân Rod Laver Arena                                                    | Trận đấu trên sân Rod Laver Arena | Trận đấu trên sân Rod Laver Arena | Trận đấu trên sân Rod Laver Arena |
| Sự kiện                                                                              | Người thắng trận                  | Người thua cuộc                   | Tỷ số                             |
| ------------------------------------------------------------------------------------ | --------------------------------- | --------------------------------- | --------------------------------- |
| Chung kết đôi nam                                                                    | Ivan Dodig [9] Filip Polášek [9]  | Rajeev Ram [5] Joe Salisbury [5]  | 6–3, 6–4                          |
| Chung kết đơn nam                                                                    | Novak Djokovic [1]                | Daniil Medvedev [4]               | 7–5, 6–2, 6–2                     |
| Trận đấu được tô màu là trận đấu diễn ra vào ban đêm                                 |                                   |                                   |                                   |
| Các trận đấu bắt đầu vào 3 giờ chiều, các trận đấu ban đêm bắt đầu vào 7:30 tối AEDT |                                   |                                   |                                   |

## Hạt giống đơn
Dưới đây là những tay vợt được xếp loại hạt giống. Hạt giống dựa trên bảng xếp hạng ATP và WTA vào ngày 1 tháng 2 năm 2021, trong khi xếp hạng và điểm trước vào ngày 8 tháng 2 năm 2021. Điểm sau là vào ngày 22 tháng 2 năm 2021. Do ảnh hưởng của đại dịch COVID-19, một tay vợt ATP có thể tính kết quả Úc Mở rộng tốt nhất từ năm 2020 và năm 2021 cho xếp hạng của mình.

### Đơn nam
| Hạt giống | Xếp hạng | Tay vợt               | Điểm trước | Điểm 2020 | Điểm 2021 | Điểm sau | Thực trạng                                   |
| --------- | -------- | --------------------- | ---------- | --------- | --------- | -------- | -------------------------------------------- |
| 1         | 1        | Novak Djokovic        | 12,030     | 2,000     | 2.000     | 12.030   | Vô địch, đánh bại Daniil Medvedev [4]        |
| 2         | 2        | Rafael Nadal          | 9,850      | 360       | 360       | 9.850    | Tứ kết thua trước Stefanos Tsitsipas [5]     |
| 3         | 3        | Dominic Thiem         | 9,125      | 1,200     | 180       | 9.125    | Vòng 4 thua trước Grigor Dimitrov [18]       |
| 4         | 4        | Daniil Medvedev       | 8,695      | 180       | 1.200     | 9.735    | Á quân, thua trước Novak Djokovic [1]        |
| 5         | 6        | Stefanos Tsitsipas    | 5,940      | 90        | 720       | 6.595    | Bán kết thua trước Daniil Medvedev [4]       |
| 6         | 7        | Alexander Zverev      | 5,615      | 720       | 360       | 5.615    | Tứ kết thua trước Novak Djokovic [23]        |
| 7         | 8        | Andrey Rublev         | 4,429      | 180       | 360       | 4.609    | Tứ kết thua trước Daniil Medvedev [4]        |
| 8         | 9        | Diego Schwartzman     | 3,455      | 180       | 90        | 3.480    | Vòng 3 thua trước Aslan Karatsev [Q]         |
| 9         | 10       | Matteo Berrettini     | 3,345      | 45        | 180       | 3.480    | Vòng 4 bỏ cuộc trước Stefanos Tsitsipas [5]  |
| 10        | 12       | Gaël Monfils          | 2,860      | 180       | 10        | 2.860    | Vòng 1 thua trước Emil Ruusuvuori            |
| 11        | 11       | Denis Shapovalov      | 2,830      | 10        | 90        | 2.910    | Vòng 3 thua trước Félix Auger-Aliassime [20] |
| 12        | 13       | Roberto Bautista Agut | 2,710      | 90        | 10        | 2.710    | Vòng 1 thua trước Radu Albot                 |
| 13        | 15       | David Goffin          | 2,600      | 90        | 10        | 2.600    | Vòng 1 thua trước Alexei Popyrin [WC]        |
| 14        | 14       | Milos Raonic          | 2,630      | 360       | 180       | 2.630    | Vòng 4 thua trước Novak Djokovic [1]         |
| 15        | 16       | Pablo Carreño Busta   | 2,585      | 90        | 90        | 2.585    | Vòng 3 bỏ cuộc trước Grigor Dimitrov [18]    |
| 16        | 17       | Fabio Fognini         | 2,535      | 180       | 180       | 2.535    | Vòng 4 thua trước Rafael Nadal [2]           |
| 17        | 18       | Stan Wawrinka         | 2,365      | 360       | 45        | 2.365    | Vòng 2 thua trước Márton Fucsovics           |
| 18        | 21       | Grigor Dimitrov       | 2,260      | 45        | 360       | 2.575    | Tứ kết thua trước Aslán Karatsev [Q]         |
| 19        | 20       | Karen Khachanov       | 2,290      | 90        | 90        | 2,290    | Vòng 3 thua trước Matteo Berrettini [9]      |
| 20        | 19       | Félix Auger-Aliassime | 2,346      | 10        | 180       | 2,516    | Vòng 4 thua trước Aslan Karatsev [Q]         |
| 21        | 23       | Alex de Minaur        | 2,065      | –         | 90        | 2.155    | Vòng 3 thua trước Fabio Fognini [16]         |
| 22        | 25       | Borna Ćorić           | 1,855      | 10        | 45        | 1,890    | Vòng 2 thua trước Mackenzie McDonald [PR]    |
| 23        | 27       | Dušan Lajović         | 1,785      | 90        | 180       | 1,875    | Vòng 4 thua trước Alexander Zverev [6]       |
| 24        | 28       | Casper Ruud           | 1,739      | 10        | 180       | 1.909    | Vòng 4 bỏ cuộc trước Alexander Zverev [6]    |
| 25        | 29       | Benoît Paire          | 1,738      | 45        | 10        | 1.738    | Vòng 1 thua trước Egor Gerasimov             |
| 26        | 30       | Hubert Hurkacz        | 1,735      | 45        | 10        | 1.735    | Vòng 1 thua trước Mikael Ymer                |
| 27        | 31       | Taylor Fritz          | 1,695      | 90        | 90        | 1,695    | Vòng 3 thua trước Novak Djokovic [1]         |
| 28        | 33       | Filip Krajinović      | 1,673      | 45        | 90        | 1,718    | Vòng 3 thua trước Daniil Medvedev [4]        |
| 29        | 34       | Ugo Humbert           | 1,671      | 10        | 45        | 1,706    | Vòng 2 thua trước Nick Kyrgios               |
| 30        | 26       | Dan Evans             | 1,794      | 45        | 10        | 1.794    | Vòng 1 thua trước Cameron Norrie             |
| 31        | 35       | Lorenzo Sonego        | 1,588      | 10        | 45        | 1,623    | Vòng 2 thua trước Feliciano López            |
| 32        | 36       | Adrian Mannarino      | 1,561      | 10        | 90        | 1,641    | Vòng 3 thua trước Alexander Zverev [6]       |

#### Tay vợt rút lui khỏi giải đấu
| Xếp hạng | Tay vợt        | Điểm trước | Điểm 2020 | Điểm sau | Lý do rút lui      |
| -------- | -------------- | ---------- | --------- | -------- | ------------------ |
| 5        | Roger Federer  | 6,630      | 720       | 6,630    | Lý do cá nhân      |
| 22       | Cristian Garín | 2,180      | 45        | 2,180    | Chấn thương cổ tay |
| 24       | John Isner     | 1,850      | 45        | 1,850    | Lý do cá nhân      |

- Bảng xếp hạng vào ngày 18 tháng 1 năm 2021.

### Đơn nữ
| Hạt giống | Xếp hạng | Tay vợt               | Điểm trước | Điểm 2020 | Điểm 2021 | Điểm sau | Thực trạng                              |
| --------- | -------- | --------------------- | ---------- | --------- | --------- | -------- | --------------------------------------- |
| 1         | 1        | Ashleigh Barty        | 9,186      | 780       | 430       | 9,186    | Tứ kết thua trước Karolína Muchová [25] |
| 2         | 2        | Simona Halep          | 7,255      | 780       | 430       | 7,255    | Tứ kết thua trước Serena Williams [10]  |
| 3         | 3        | Naomi Osaka           | 5,965      | 130       | 2.000     | 7.835    | Vô địch, đánh bại Jennifer Brady [22]   |
| 4         | 4        | Sofia Kenin           | 5,760      | 2,000     | 70        | 5,760    | Vòng 2 thua trước Kaia Kanepi           |
| 5         | 5        | Elina Svitolina       | 5,260      | 130       | 240       | 5.370    | Vòng 4 thua trước Jessica Pegula        |
| 6         | 6        | Karolína Plíšková     | 5,205      | 130       | 130       | 5,205    | Vòng 3 thua trước Karolína Muchová [25] |
| 7         | 7        | Aryna Sabalenka       | 4,580      | 10        | 240       | 4,810    | Vòng 4 thua trước Serena Williams [10]  |
| 8         | 9        | Bianca Andreescu      | 4,555      | –         | 70        | 4,625    | Vòng 2 thua trước Hsieh Su-wei          |
| 9         | 8        | Petra Kvitová         | 4,571      | 430       | 70        | 4,571    | Vòng 2 thua trước Sorana Cîrstea        |
| 10        | 11       | Serena Williams       | 4,265      | 130       | 780       | 5.215    | Bán kết thua trước Naomi Osaka [3]      |
| 11        | 12       | Belinda Bencic        | 4,010      | 130       | 130       | 4,010    | Vòng 3 thua trước Elise Mertens [18]    |
| 12        | 13       | Victoria Azarenka     | 3,525      | –         | 10        | 3,535    | Vòng 1 thua trước Jessica Pegula        |
| 13        | 15       | Johanna Konta         | 3,206      | 10        | 10        | 3,206    | Vòng 1 bỏ cuộc trước Kaja Juvan [Q]     |
| 14        | 14       | Garbiñe Muguruza      | 3,320      | 1,300     | 240       | 3,320    | Vòng 4 thua trước Naomi Osaka [3]       |
| 15        | 17       | Iga Świątek           | 3,015      | 240       | 240       | 3,014    | Vòng 4 thua trước Simona Halep [2]      |
| 16        | 19       | Petra Martić          | 2,850      | 70        | 10        | 2,850    | Vòng 1 thua trước Olga Danilović [Q]    |
| 17        | 21       | Elena Rybakina        | 2,718      | 130       | 70        | 2,718    | Vòng 2 thua trước Fiona Ferro           |
| 18        | 16       | Elise Mertens         | 3,060      | 240       | 240       | 3,060    | Vòng 4 thua trước Karolína Muchová [25] |
| 19        | 20       | Markéta Vondroušová   | 2,722      | 10        | 240       | 2,952    | Vòng 4 thua trước Hsieh Su-wei          |
| 20        | 23       | Maria Sakkari         | 2,570      | 240       | 10        | 2,570    | Vòng 1 thua trước Kristina Mladenovic   |
| 21        | 22       | Anett Kontaveit       | 2,575      | 430       | 130       | 2,575    | Vòng 3 thua trước Shelby Rogers         |
| 22        | 24       | Jennifer Brady        | 2,475      | 10        | 1.300     | 3.765    | Á quân, thua trước Naomi Osaka [3]      |
| 23        | 25       | Angelique Kerber      | 2,370      | 240       | 10        | 2,370    | Vòng 1 thua trước Bernarda Pera         |
| 24        | 26       | Alison Riske          | 2,256      | 240       | 10        | 2,256    | Vòng 1 thua trước Anastasia Potapova    |
| 25        | 27       | Karolína Muchová      | 2,135      | 70        | 780       | 2.845    | Bán kết thua trước Jennifer Brady [22]  |
| 26        | 28       | Yulia Putintseva      | 2,015      | 130       | 130       | 2,015    | Vòng 3 thua trước Elina Svitolina [5]   |
| 27        | 30       | Ons Jabeur            | 1,915      | 430       | 130       | 1,915    | Vòng 3 thua trước Naomi Osaka [3]       |
| 28        | 33       | Donna Vekić           | 1,880      | 130       | 240       | 1.990    | Vòng 4 thua trước Jennifer Brady        |
| 29        | 32       | Ekaterina Alexandrova | 1,900      | 130       | 130       | 1,900    | Vòng 3 thua trước Ashleigh Barty [1]    |
| 30        | 35       | Wang Qiang            | 1,735      | 240       | 10        | 1,735    | Vòng 1 thua trước Sara Errani [Q]       |
| 31        | 36       | Zhang Shuai           | 1,693      | 130       | 10        | 1,693    | Vòng 1 thua trước Ann Li                |
| 32        | 34       | Veronika Kudermetova  | 1,680      | 10        | 130       | 1,800    | Vòng 3 thua trước Simona Halep [2]      |

#### Tay vợt rút lui khỏi giải đấu
| Xếp hạng | Tay vợt           | Điểm trước | Điểm 2020 | Điểm sau | Lý do rút lui              |
| -------- | ----------------- | ---------- | --------- | -------- | -------------------------- |
| 10       | Kiki Bertens      | 4,505      | 240       | 4,505    | Chấn thương chân           |
| 18       | Madison Keys      | 2,962      | 130       | 2,962    | Dương tính với coronavirus |
| 29       | Dayana Yastremska | 1,925      | 70        | 1,925    | Bị cấm bởi ITF             |
| 31       | Amanda Anisimova  | 1,905      | 10        | 1,905    | Dương tính với coronavirus |

- Bảng xếp hạng vào ngày 18 tháng 1 năm 2021.

## Hạt giống đôi
| Hạt giống | Xếp hạng | Đội                   | Đội                    |
| --------- | -------- | --------------------- | ---------------------- |
| 1         | 3        | Juan Sebastián Cabal  | Robert Farah           |
| 2         | 10       | Nikola Mektić         | Mate Pavić             |
| 3         | 14       | Marcel Granollers     | Horacio Zeballos       |
| 4         | 14       | Wesley Koolhof        | Łukasz Kubot           |
| 5         | 27       | Rajeev Ram            | Joe Salisbury          |
| 6         | 30       | Jamie Murray          | Bruno Soares           |
| 7         | 31       | Marcelo Melo          | Horia Tecău            |
| 8         | 33       | Pierre-Hugues Herbert | Nicolas Mahut          |
| 9         | 33       | Ivan Dodig            | Filip Polášek          |
| 10        | 41       | John Peers            | Michael Venus          |
| 11        | 45       | Henri Kontinen        | Édouard Roger-Vasselin |
| 12        | 60       | Jérémy Chardy         | Fabrice Martin         |
| 13        | 64       | Robin Haase           | Oliver Marach          |
| 14        | 75       | Sander Gillé          | Joran Vliegen          |
| 15        | 77       | Max Purcell           | Luke Saville           |
| 16        | 84       | Ken Skupski           | Neal Skupski           |

| Hạt giống | Xếp hạng | Đội                | Đội                   |
| --------- | -------- | ------------------ | --------------------- |
| 1         | 3        | Hsieh Su-wei       | Barbora Strýcová      |
| 2         | 11       | Elise Mertens      | Aryna Sabalenka       |
| 3         | 15       | Barbora Krejčíková | Kateřina Siniaková    |
| 4         | 23       | Nicole Melichar    | Demi Schuurs          |
| 5         | 30       | Chan Hao-ching     | Latisha Chan          |
| 6         | 32       | Gabriela Dabrowski | Bethanie Mattek-Sands |
| 7         | 38       | Shuko Aoyama       | Ena Shibahara         |
| 8         | 47       | Duan Yingying      | Zheng Saisai          |
| 9         | 51       | Alexa Guarachi     | Desirae Krawczyk      |
| 10        | 60       | Samantha Stosur    | Zhang Shuai           |
| 11        | 64       | Xu Yifan           | Yang Zhaoxuan         |
| 12        | 64       | Hayley Carter      | Luisa Stefani         |
| 13        | 67       | Lyudmyla Kichenok  | Jeļena Ostapenko      |
| 14        | 72       | Kirsten Flipkens   | Andreja Klepač        |
| 15        | 75       | Anna Blinkova      | Veronika Kudermetova  |
| 16        | 75       | Laura Siegemund    | Vera Zvonareva        |

### Đôi nam nữ
| Hạt giống | Xếp hạng | Đội                | Đội                  |
| --------- | -------- | ------------------ | -------------------- |
| 1         | 8        | Barbora Strýcová   | Nikola Mektić        |
| 2         | 12       | Nicole Melichar    | Robert Farah         |
| 3         | 13       | Gabriela Dabrowski | Mate Pavić           |
| 4         | 18       | Chan Hao-ching     | Juan Sebastián Cabal |
| 5         | 19       | Demi Schuurs       | Wesley Koolhof       |
| 6         | 22       | Barbora Krejčíková | Rajeev Ram           |
| 7         | 32       | Latisha Chan       | Ivan Dodig           |
| 8         | 36       | Luisa Stefani      | Bruno Soares         |

- Bảng xếp hạng vào ngày 8 tháng 2 năm 2021.

## Nhà vô địch

### Đơn nam
- Novak Djokovic đánh bại  Daniil Medvedev, 7–5, 6–2, 6–2

### Đơn nữ
- Naomi Osaka đánh bại  Jennifer Brady, 6–4, 6–3

### Đôi nam
- Ivan Dodig /  Filip Polášek đánh bại  Rajeev Ram /  Joe Salisbury, 6–3, 6–4

### Đôi nữ
- Elise Mertens /  Aryna Sabalenka đánh bại  Barbora Krejčíková /  Kateřina Siniaková 6–2, 6–3

### Đôi nam nữ
- Barbora Krejčíková /  Rajeev Ram đánh bại  Samantha Stosur /  Matthew Ebden, 6–1, 6–4.

### Đơn nam xe lăn
- Joachim Gérard đánh bại  Alfie Hewett, 6–0, 4–6, 6–4.

### Đơn nữ xe lăn
- Diede de Groot đánh bại  Yui Kamiji, 6–3, 6–7(4–7), 7–6(10–4).

### Đơn xe lăn quad
- Dylan Alcott vs.  Sam Schröder

### Đôi nam xe lăn
- Alfie Hewett /  Gordon Reid đánh bại  Stéphane Houdet /  Nicolas Peifer, 7–5, 7–6(7–3)

### Đôi nữ xe lăn
- Diede de Groot /  Aniek van Koot đánh bại  Kgothatso Montjane /  Lucy Shuker, 6–4, 6–1

### Đôi xe lăn quad
- Dylan Alcott /  Heath Davidson đánh bại  Andy Lapthorne /  David Wagner, 6–2, 3–6, [10–7]

## Điểm và tiền thưởng

### Phân phối điểm
Dưới đây là bảng phân bố điểm cho từng giai đoạn của giải đấu.

#### Vận động viên chuyên nghiệp
| Sự kiện | VĐ   | CK   | BK  | TK  | Vòng 1/16 | Vòng 1/32 | Vòng 1/64 | Vòng 1/128 | Q  | Q3 | Q2 | Q1 |
| Đơn nam | 2000 | 1200 | 720 | 360 | 180       | 90        | 45        | 10         | 25 | 16 | 8  | 0  |
| Đôi nam | 2000 | 1200 | 720 | 360 | 180       | 90        | 0         | —          | —  | —  | —  | —  |
| Đơn nữ  | 2000 | 1300 | 780 | 430 | 240       | 130       | 70        | 10         | 40 | 30 | 20 | 2  |
| Đôi nữ  | 2000 | 1300 | 780 | 430 | 240       | 130       | 10        | —          | —  | —  | —  | —  |

#### Vận động viên xe lăn
| Sự kiện  | VĐ  | CK  | BK/Hạng 3 | TK/Hạng 4 |
| Đơn      | 800 | 500 | 375       | 100       |
| Đôi      | 800 | 500 | 100       | —         |
| Đơn quad | 800 | 500 | 100       | —         |
| Đôi quad | 800 | 100 | —         | —         |

### Tiền thưởng
Tổng số tiền thưởng của Giải quần vợt Úc Mở rộng 2021 tăng 12.7% lên mức kỷ lục giải đấu là A$80,000,000.
| Sự kiện      | VĐ          | CK          | BK        | TK        | Vòng 1/16 | Vòng 1/32 | Vòng 1/64 | Vòng 1/1281 | Q3       | Q2       | Q1       |
| Đơn          | A$2,750,000 | A$1,500,000 | A$850,000 | A$525,000 | A$320,000 | A$215,000 | A$150,000 | A$100,000   | A$52,500 | A$35,000 | A$25,000 |
| Đôi *        | A$600,000   | A$340,000   | A$200,000 | A$110,000 | A$65,000  | A$45,000  | A$30,000  | —           | —        | —        | —        |
| Đôi nam nữ * | A$150,000   | A$85,000    | A$45,000  | A$24,000  | A$12,000  | A$6,250   | —         | —           | —        | —        | —        |

1Tiền thưởng vượt qua vòng loại cũng là tiền thưởng vòng 1/128.

*mỗi đội